# Fokker F28 Fellowship
El Fokker F28 Fellowship es un avión de transporte de corto y medio alcance, diseñado y construido por la compañía neerlandesa Fokker. Es el avión más pequeño de la compañía Fokker, y el más corto de sus versiones hermanos derivados, el Fokker 70 y el Fokker 100, y el más popular en la década de 1970

## Desarrollo

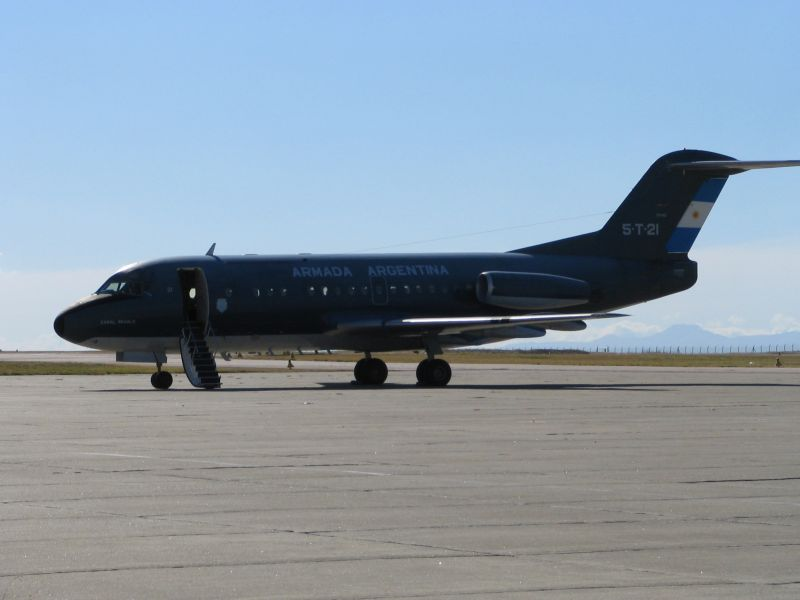
Fokker F28 de la Armada Argentina.

La experiencia de la compañía en el Fokker F27, indujo a intentar construir un transporte civil de capacidad media y altas prestaciones. Así, en 1960 se comenzó a diseñar un aparato de tales características y en abril de 1962 se dieron a conocer los primeros detalles del nuevo F28 Fellowship. El riesgo comercial del aparato era compartido entre el gobierno holandés, la compañía MBB en Alemania y la Shorts en Gran Bretaña. En 1964 se decidió finalmente comenzar el desarrollo y producción del aparato conjuntamente en los tres países europeos.
Estructuralmente, era un monoplano de ala baja cantilever con fuselaje de sección circular, unidad de cola en T y estabilizadores en flecha; el tren de aterrizaje era triciclo y retráctil y estaba impulsado por dos turboventiladores Rolls-Royce RB183. El primero de los tres prototipos que se construyeron, matriculado PH-JHG, realizó su vuelo inaugural el 9 de mayo de 1967 y la certificación oficial para la producción en serie se consiguió el 24 de febrero de 1968.
La versión inicial, el F28 Mk.1000, tenía un fuselaje corto, capacidad para 55-65 pasajeros y estaba impulsado por dos turbohélices RB183-2 Mk 555-15 de 4468 kg de empuje cada uno. Se desarrolló una versión de transporte de carga y pasajeros designada F28 Mk.1000C.
De líneas muy parecidas era el F28 Mk.2000 que tenía el fuselaje alargado en 2,21 m para acomodar un total de 79 pasajeros. Le siguieron las versiones Mk.3000 y Mk.4000 con longitud del fuselaje Mk.1000 y Mk.2000 respectivamente. El Mk.3000 se podía adquirir en versión ejecutiva con 15 asientos e interior redecorado y el Mk.4000 era capaz de transportar un máximo de 85 pasajeros.
En Argentina, los dos Fokker F-28 de Iberia estaban destinados a vuelos de instrucción y carga, lo que excluía la posibilidad de transportar pasajeros, aunque en origen disponía de 65 asientos. Tanto la Fuerza Aérea como la Armada Argentina han utilizado este modelo como aviones de transporte mixto de cargas y pasajeros. La Agrupación Aérea Presidencial cuenta con dos unidades para transporte de autoridades nacionales. Así mismo, hasta el año 2005, un F28 de la Fuerza Aérea Colombiana fue el avión presidencial de Colombia, matrícula FAC002.

## Componentes del F.28 Mk 3000
Reino Unido

### Propulsión
| Sistema | País                    | Fabricante           | Notas                |
| ------- | ----------------------- | -------------------- | -------------------- |
| Motor   | Bandera del Reino Unido | Rolls-Royce Holdings | 2 × Spey Mk 555-15H. |

## Variantes
F.28 Mk 1000 (F28-1000)Con una capacidad máxima de 70 pasajeros, fue aprobado el 24 de febrero de 1969, el 1000C tenía una gran puerta de carga en la cubierta principal.
F.28 Mk 2000 (F28-2000)Un Mark 1000 con una extensión de fuselaje de 57 pulgadas (1,4 m) delante y 30 pulgadas (0,8 m) detrás del ala, 79 pasajeros, fue aprobado el 30 de agosto de 1972. Aunque voló por primera vez el 28 de abril de 1971 y comenzó con éxito el servicio comercial con Nigeria Airways en octubre de 1971, solo se construyeron 10.
F.28 Mk 3000 (F28-3000)Un Mark 1000 con una extensión de envergadura de 60 pulgadas (1,5 m), fue aprobado el 19 de julio de 1978, con una variante 3000C con una gran puerta de carga en la cubierta principal. Una variante exitosa, con una mayor resistencia estructural y una mayor capacidad de combustible, comenzó el servicio comercial con Garuda Indonesia.
F.28 Mk 4000 (F28-4000)Aprobado el 13 de diciembre de 1976, está construido sobre el Mark 2000 más largo, con dos salidas sobre las alas a ambos lados, una extensión de 60 pulgadas (152,4 cm) envergadura y capacidad para 85 pasajeros. El primer prototipo apareció el 20 de octubre de 1976 y entró en servicio con Linjeflyg (Suecia) a finales de año.
F.28 Mk 5000 (F28-5000)Esto fue para combinar el fuselaje más corto del Mk 3000 y una mayor envergadura. Se agregarían dispositivos de punta alar a las alas y se utilizarían motores Rolls-Royce RB183 Mk555-15H más potentes. Aunque se esperaba que fuera un avión excelente para operar en pistas cortas debido a su potencia superior, el proyecto fue abandonado.
F.28 Mk 6000 (F28-6000)Voló por primera vez el 27 de septiembre de 1973 y tenía el fuselaje más largo del Mk 2000/4000 con una mayor envergadura y listones de borde de ataque. Fue certificado en los Países Bajos el 30 de octubre de 1975. En 1976 se construyeron dos.
F.28 Mk 6600 (F28-6600)Versión propuesta, no construida

## Accidentes e incidentes
- Incidente de Aerolíneas Argentinas: Un Fokker F-28 de AR se sale de la pista del Aeropuerto de Villa Gesell y se incendia.
- Incidente de Aero Bermejo.
- Incidente de Ícaro Air: El avión Fokker F-28 que cubría la ruta Quito-El Coca atravesó un muro de ladrillos en la cabecera norte del Aeropuerto de Quito, sin heridos.
- Incedente de Pichindé: El avión colombiano haciendo la ruta Pereira-Buenaventura perdió el control y terminó estrellándose en el pueblo caleño de Pichindé en 1956. (Verificar año)
- Accidente de AeroPerú: En octubre de 1988 un Fokker F-28 se cae cuando levantaba vuelo en el Aeropuerto Internacional Inca Manco Cápac, en la ciudad de Juliaca, departamento de Puno, Perú. Mueren 12 personas y se salvan 57.
- Accidente de Air Ontario: El 10 de marzo de 1989, un Fokker F28 no pudo despegar del Aeropuerto Regional de Dryden debido a engelamiento matando a 24 personas, sobreviviendo 45.[6]
- Accidente de Air Mauritanie: El primero de Julio de 1994, Un Fokker F28, que operaba el Vuelo 625 de Air Mauritanie se estrelló en el aterrizaje en el  Aeropuerto de Tidjikja, matando a 80 personas y sobreviviendo 13, siendo el más mortal que Involucra el Fokker F28 y el peor accidente aéreo en la historia de Mauritania
- Accidente de TANS Perú: El 9 de enero de 2003, el vuelo 222 de TANS Perú, un Fokker F-28 se estrelló en el cerro Coloque, cerca de Chachapoyas, Perú, mientras se acercaba al aeropuerto de Chachapoyas. Falleciendo los 46 pasajeros y tripulantes.[7]

## Especificaciones (F28 Mk.3000)
Referencia datos: Amilarg.

### Características generales
- Capacidad: 79× pax
- Longitud: 27,4 m (89,9 ft)
- Envergadura: 25,1 m (82,3 ft)
- Altura: 8,5 m (27,8 ft)
- Superficie alar: 79 m² (850,4 ft²)
- Peso vacío: 16 780 kg (36 983,1 lb)
- Peso útil: 16 330 kg (35 991,3 lb)
- Peso máximo al despegue: 33 110 kg (72 974,4 lb)
- Planta motriz: 2× turbofan Rolls-Royce RB183-2 MK.555-15P.
  - Empuje normal: 44 kN (4491 kgf; 9901 lbf) de empuje cada uno.

### Rendimiento
- Velocidad máxima operativa (Vno): 843 km/h (524 MPH; 455 kt)
- Velocidad crucero (Vc): 678 km/h (421 MPH; 366 kt)
- Alcance: 2743 km (1481 nmi; 1704 mi)
- Radio de acción: km
- Alcance en combate: km
- Alcance en ferry: km
- Techo de vuelo: 10 670 m (35 007 ft)

### Diferencias entre modelos
|                         | Mk.1000   | Mk.2000  | Mk.3000                                   | Mk.4000                                   |
| ----------------------- | --------- | -------- | ----------------------------------------- | ----------------------------------------- |
| Longitud                | 27,40 m   | 29,61 m  | 27,40 m                                   | 29,61 m                                   |
| Envergadura             | 23,58 m   | 23,58 m  | 25,07 m                                   | 25,07 m                                   |
| Área de alas            | 76,40 m²  | 76,40 m² | 78,97 m²                                  | 78,97 m²                                  |
| Peso máximo de despegue | 29 500 kg |          | 33 100 kg                                 | 33 100 kg                                 |
| Velocidad crucero       | 849 km/h  |          | 843 km/h                                  | 843 km/h                                  |
| Autonomía               | 2 093 km  |          | 2 743 km                                  | 1 900 km                                  |
| Techo de vuelo          | 10.700 m  | 10.700 m | 10.700 m                                  | 10.700 m                                  |
| Motores                 |           |          | 2× turbofan Rolls-Royce Spey RB183 Mk.555 | 2× turbofan Rolls-Royce Spey RB183 Mk.555 |

### Desarrollos relacionados
- Fokker 70
- Fokker 100

### Aeronaves similares
- Sud Aviation Caravelle
- BAC One-Eleven
- McDonnell Douglas DC-9
- Tupolev Tu-134
- Yakovlev Yak-42

### Listas relacionadas
- Anexo:Aviones de línea regionales